# چاپ سنگی

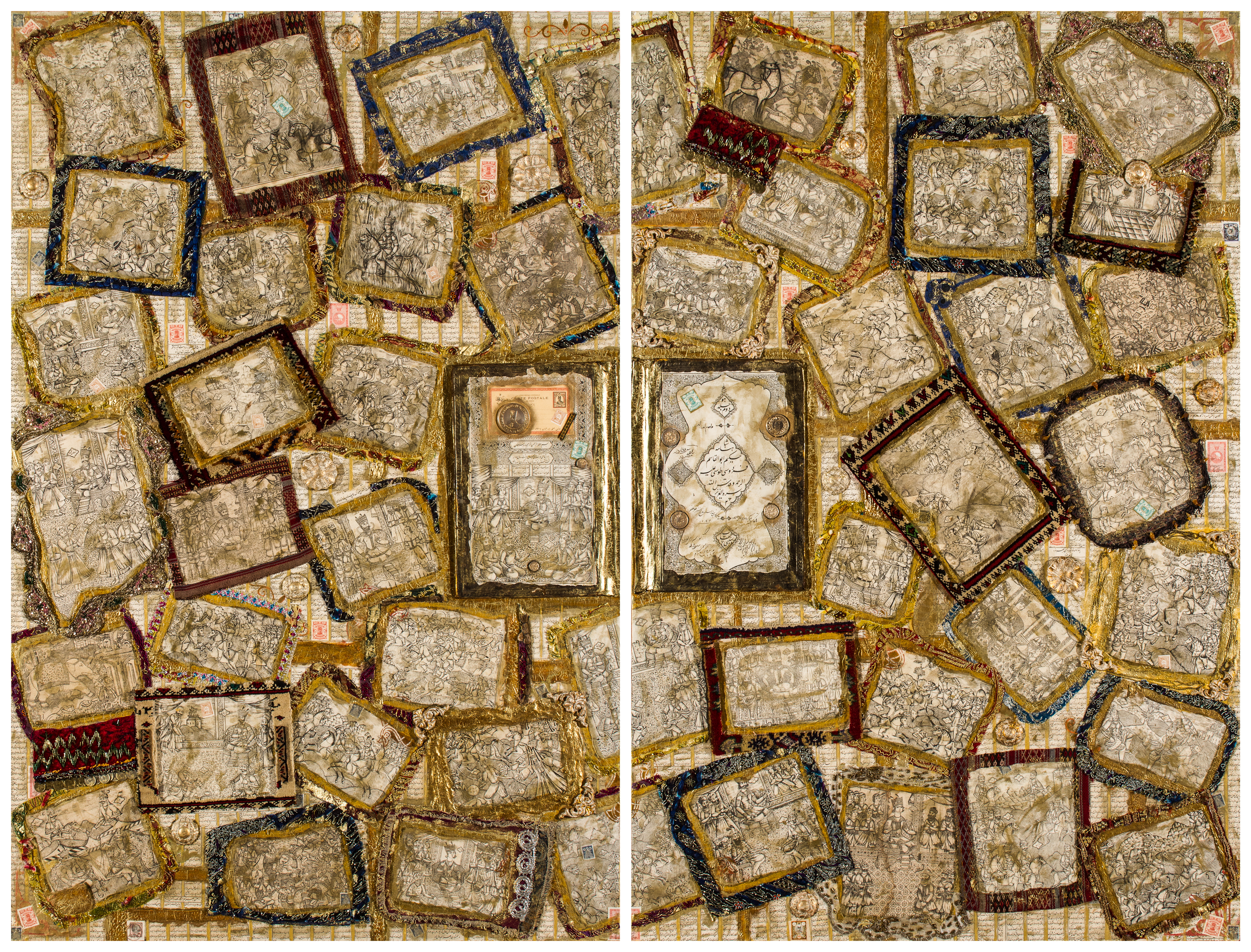
تکه چسبانی با استفاده از قدیمی‌ترین نسخه چاپ سنگی شاهنامه -محرم۱۲۶۲ (قمری) ۱۸۴۵ میلادی.

سنگ‌نگاری یا لیتوگرافی (به فرانسوی: Lithographie) یا چاپ سنگی، گونه‌ای از چاپ‌های مسطح است که در شیوه تجاری و صنعتیِ آن از صفحه‌های آلومینیومی حساس به نوری استفاده می‌شود که در سطح آنان ناحیهٔ تصویر به صورت روغن دوست (غیرآبی، جوهرگیر) و نواحی غیر تصویری به صورت آب‌دوست درآمده است.
در شیوه سنتی، در آن از سنگ آهک استفاده می‌شده است؛ بدین ترتیب که نوشته یا تصویر را به روی سنگ منتقل می‌کردند و با استفاده از روش‌های شیمیایی آن را جاذبِ مرکبِ چرب نموده و سپس این تصویر بارها روی کاغذ چاپ می‌شده است. این نوع چاپ با استفاده از روش مختلط فیزیکی و شیمیایی بر اساس دفع متقابل آب و چربی اختراع شد و متداول‌ترین روش چاپ پیش از چاپ سربی و اختراع ماشین چاپ بوده است که امکان تیراژ بالا را میسر می‌ساخته است.
در ایران، به استودیوهای تولید پلیت در چاپ افست، که به آن تولید «فیلم و زینک» گفته می‌شود، نیز لیتوگرافی گفته می‌شود. برای تولید فیلم وزینک در لیتوگرافی‌ها نخست، طرحِ مورد نظر را که طراحِ گرافیک طراحی کرده است، از طریق عکاسی (سنتی یا دیجیتال) روی فیلم حک می‌کنند، سپس فیلم‌های تهیه شده کنار هم مونتاژ می‌گردد و مرحله کپی فیلم بر روی ورقه‌ها یا پلیت‌هایی که از آلومینیوم و لایه‌ای حساس به نور ساخته شده انجام می‌شود. بعد از نور خوردنِ ورقه‌های پلیت، آن را مانند فیلم عکاسی ظاهر کرده، برای مرحلهٔ چاپ به ماشین چاپ می‌بندند.
در مقالات، عبارتِ  فناوری نانو  گاهی به هر فرایند کوچک‌تر از اندازه‌های میکرون گفته می‌شود که می‌تواند فرایند لیتوگرافی را نیز شامل شود.

## واژه‌شناسی
لیتوگرافی از واژگان یونانی و از ترکیب دو کلمه لیتوس λίθος (líthos, “stone”) به معنای «سنگ» و کلمه گرافیا (γράφειν (gráphein, graphia) به معنای «نوشتن» ساخته شده است.

## تاریخچه

### تاریخچه چاپ سنگی در جهان
چاپ سنگی اولین بار به وسیله آلمانی‌ها در سال ۱۷۹۶ میلادی اختراع گردید.
آلویس زنفلدر (Alois Senefelder) یک آوازه‌خوان تئاتر آلمانی بود که به علت هزینه‌های سرسام‌آور چاپ، برای این که بتواند تصنیف‌هایش را به چاپ برساند به‌طور تصادفی از طریق کاربرد تیزاب بر روی سنگ‌های نرم و مسطح و سبک‌وزن کنار رود راین، به روش چاپ سنگی دست یافت. درقرن نوزدهم چاپ سنگی در اروپا تنها روش برای چاپ تصاویر رنگی در تیراژ بالا بود. این روش چاپ امروزه تنها در زمینه هنرهای تجسمی کاربرد دارد.

### تاریخچه چاپ سنگی در ایران
چاپ سنگی از اروپا به ایران راه یافت و نخستین بار در زمان سلطنت فتحعلی شاه قاجار بود که عباس میرزا نایب‌السلطنه، محمد صالح بن حاج محمد باقر خان شیرازی معروف به میرزا صالح شیرازی را به مسکو فرستاد تا دستگاه چاپ سنگی (تصویر ۱) را با خود به ایران آورد. این شخص دستگاه چاپ سنگی را به تبریز آورد و اولین چاپخانه سنگی را در ایران دایر نمود.
نخستین چاپ سنگی در تبریز، چاپ قرآن در سال ۱۲۵۰ هجری قمری و کتاب زاد المعاد در سال ۱۲۵۱ هجری قمری می‌باشد.
در سال ۱۲۵۹ هجری قمری آقای «عبدالعلی» نامی اسباب چاپ سنگی را با خود به تهران آورد و در همان سال کتاب «تاریخ معجم» و پس از آن «پطر کبیر» را به چاپ رسانید. کتاب «حدیقة الشیعه» تألیف «مقدس اردبیلی» یکی دیگر از کتب چاپ سنگی است که در سال ۱۲۶۵ هجری قمری در تهران به چاپ رسیده است. پس از آن چاپ سنگی در مدت کوتاهی در دیگر شهرهای ایران رواج یافت، به‌طوری‌که به مدت ۵۰ سال، یگانه روش چاپ در ایران محسوب می‌گردید. تا اواخر دورة قاجاریه هر چه در ایران به چاپ می‌رسید چاپ سنگی بود.
چاپ سربی در اوائل ظهور، به علت دشواری در چیدن حروف فارسی و غلط‌گیری و همچنین دقت و ممارستی که لازمه چاپ سربی بود، چندان رواجی نیافت، در حالی که هزینه نازل و سهولت کار با چاپ سنگی، این روش را در مدت کوتاهی بر چاپ سربی مسلط کرد. در چاپ سنگی نقاشان و خطاطان و خوشنویسان می‌توانند با مرکب، هنر خود را در سرلوح، ترنج اندازی آغاز و انجام کتاب، و همچنین در تصاویر، به حد اعلای نفاست و زیبایی برسانند.

## روش کار در چاپ سنگی
ابتدا مطالب یا تصاویر مورد نظر با مرکب مخصوص روی کاغذهای مشمّع مخصوصی که زرد رنگ بود نوشته می‌شد. بعد به مدت ۲۴ ساعت در داخل آب نگه داشته می‌شد و سپس روی سنگ مخصوص که قبلاً ساییده شده و حرارت گرفته و داغ شده بود برگردانیده می‌شد تا خطوط به روی سنگ انتقال یابند. سپس بر روی سنگ اسید نیتریک ریخته می‌شد تا محل خالی سنگ (یعنی اطراف نوشته‌ها) به اندازه یک میلی‌متر حل شود و نوشته‌های روی سنگ به صورت برجسته نمایان گردد.
سپس با غلتک، مرکب بر روی سنگ نقش می‌بست و با فشار یکسان و یکنواخت سنگ بر روی کاغذ، عمل چاپ صورت می‌گرفت.
برای آن که در هنگام چاپ، مرکب چاپ اطراف نوشته‌ها و خط‌ها را نگیرد از مخلوطی از آب و اسید و محلول صمغ عربی استفاده می‌شد. استادکار با قلم، جاهای خوب گرفته‌نشده را اصلاح می‌کرد و به آن صمغ می‌زد تا برجسته شود. بعد از محکم کردن سنگ با تسمه بر روی ماشین چاپ، کارگر مرکب زن با یک غلتک، مرکب را آهسته روی لوح می‌مالید. کارگر دیگری به نام کاغذ گذار، ورق را با احتیاط روی سنگ می‌گذاشت. چرم‌گذار با ورقه‌ای از چرم ضخیم روی کاغذ را می‌پوشاند. این کار سبب می‌شد فشار وارد بر تمام سطوح کاغذ، یکسان باشد. دو نفر غلتک کش با حرکت غلتک و با یک فشار عمودی، عمل چاپ را انجام می‌دادند. کاغذ بردار، کاغذ چاپ شده را برمی‌داشت و لایه گذار، یک لایه میان ورقه‌های چاپ شده می‌گذاشت تا کاغذهای چاپ شده زودتر خشک شوند.
ماشین قادر بود ساعتی ۲۰۰ برگ چاپ کند و با هر سنگ هفتصد برگ چاپ می‌شد. در پایان، سنگ ساب‌ها سنگی را که یک بار از آن استفاده شده بود، از چاپ درمی‌آوردند، آن را گرم می‌کردند و سپس با یک سمباده زبر به اندازه کف دست، آنقدر روی سنگ می‌ساییدند تا نوشته‌ها کاملاً پاک شود. بعد از آن با اسید رقیق، آن را می‌شستند تا برای مرحله بعدی که شامل نوشتن، تیزاب کاری و… است آماده باشد.

## تاریخچهٔ چاپ‌سنگیِ کنونی
چاپ‌سنگی امروزی یا طرح‌نگاری یا لیتوگرافی (به‌فرانسوی: Lithographie) چاپ‌سنگی گونه‌ای چاپ مکانیکی، شامل استفاده از صفحه‌های عکاسی یا دیگر صفحه‌های مشابه است که در سطح آنان ناحیهٔ تصویر به‌شکل روغن‌دوست (غیرآبی، جوهرگیر) و بخش‌های غیر تصویری، به‌شکل آب‌دوست درمی‌آید. معمولاً این صفحه‌ها را با پودر آلومینیوم می‌سازند. چاپ‌سنگی گونه‌ای چاپ مسطح بوده که در آن از سنگ‌آهک استفاده می‌شده است؛ این‌گونه که نوشته یا تصویر را روی سنگ منتقل کرده و با استفاده از روش‌های شیمیایی، آن را برجسته می‌کردند و سپس این تصویر بارها روی کاغذ چاپ می‌شده است. این‌گونه چاپ با استفاده از روش آمیختهٔ فیزیکی و شیمیایی، براساس دفع متقابل آب و چربی اختراع شد و فراگیرترین روش چاپ، پیش از چاپ سربی و اختراع ماشین چاپ بوده که امکان تیراژ بالا را فراهم می‌کرده است.
لیتوگرافی پس از اتمام مرحلهٔ طراحی و صفحه‌بندی آغاز می‌شود. نخست، طرحِ موردنظر را با عکاسی (سنتی یا دیجیتال) روی فیلم حک می‌کنند، سپس فیلم‌های تهیه‌شده کنار هم مونتاژ می‌شود و مرحلهٔ کپی فیلم روی ورقه‌ها یا پلیت‌هایی انجام می‌شود که از آلومینیوم و لایه‌ای حساس به نور ساخته شده‌اند. پس از نور خوردنِ ورقه‌های پلیت، آن را مانند فیلم عکاسی ظاهر کرده، برای مرحلهٔ چاپ به ماشین چاپ می‌بندند.

## دست‌اندرکاران چاپ سنگی
به‌طور کلی در یک کارگاه چاپ سنگی معمولاً دو دسته افراد که تعداد آن‌ها به ۱۸ نفر می‌رسید کار می‌کردند:
- افرادی که تهیه مطالب، کشیدن تصاویر و آماده کردن سنگ چاپ را به عهده داشتند، شامل: خطاطان، نقاشان، تذهیب‌کاران، سنگ‌تراش‌ها و تیزاب کاران
- افرادی که در فرایند چاپ به فعالیت می‌پرداختند، مانند استاد چاپ، مرکب زن، کاغذ گذار، چرم گذار، غلتک کش، کاغذ بردار، لایی گذار، و تعمیرکار.

علاوه بر نویسندگان، نقاشان، خطاطان و تذهیب کاران، افراد دیگری در امر چاپ دخیل بودند؛ مانند:
1. چاپخانه دار
2. سفارش‌دهنده کتاب
3. ناشر (اهتمام‌کننده)
4. بانی چاپ (به سرمایه…)
5. مصحح چاپ
6. مباشر چاپ
7. غلط‌گیر

## دلایل برتری چاپ سنگی بر چاپ سربی
1. کمتر بودن اشتباه در چاپ سنگی
2. هزینه کم و سهولت کار با چاپ سنگی
3. استفاده از لوازم و ادوات داخلی (در حالی که چاپخانه‌های سربی نیاز به ابزار و ادوات وارداتی داشتند)
4. رواج خوشنویسی به عنوان یکی از هنرهای بزرگ ملی ایران و دیگر ممالک اسلامی (موردی که با رواج چاپ سربی در حال از بین رفتن بود و از این رو به چاپ سنگی اهمیت بیشتری داده می‌شد)
5. تأکید بر انتشار کتاب‌های دینی، احادیث، اخبار و ادعیه، و… که با چاپ سنگی بهتر از کار درمی‌آمد

## چاپ سنگی و روزنامه
کتاب‌های چاپ سنگی با نسخه‌های خطی مشابهت‌هایی دارند که از جمله می‌توان به تذهیب، تشعیر، جلدبندی نفیس، صفحه‌بندی، جدول‌بندی، صفحه عنوان، کاتب و تاریخ کتابت اشاره کرد. با این همه به سبب محدودیت‌هایی که در چاپ سنگی وجود دارد تنوع و کثرت تذهیب در آن‌ها کمتر از نسخ خطی است. در کتاب‌های چاپ سنگی نیز مانند نسخه‌های خطی، صفحات جدول‌بندی شده‌اند، به‌طوری‌که دو قسمت متن و حاشیه کاملاً از هم مجزا هستند. جدول شامل دو یا چند خط است که نوعی زیبایی و نظم به صفحه کتاب می‌دهد. حاشیه که شکل ستونی پیدا می‌کند، جایگاهی برای توضیحات واژه‌های متن، نقد صاحب نظران، پانوشت، اثری مجزا، یا تعلیقه و شرح بر متن اصلی است. معمولاً نوع خط حاشیه‌ها با خطِ نوشته‌های متن متفاوت است. نوشته حاشیه به شکل نقوشی چون ترنج‌های کوچک، لچک، یا شکل‌های گیاهی و هندسی است.
بیشتر نسخه‌های چاپ سنگی مانند نسخ خطی، فاقد صفحه شمار هستند. نظم اوراق کتاب را با کلمه پاصفحه‌ای مشخص می‌کردند و نخستین کلمه سطر اول صفحه دوم را در گوشه چپ پایین صفحه اول می‌نوشتند که با مطابقت این واژه در هر صفحه، نظم آن مشخص می‌گردید. بعدها در کتاب‌های چاپ سنگی، شماره‌گذاری صفحات نیز مرسوم شد. در کتاب‌های چاپ سنگی صفحه عنوان نیز وجود ندارد و مشخصات (نام مؤلف، کاتب، تاریخ نگارش، نام چاپخانه، تاریخ چاپ، و غیره) در پایان آخرین صفحه ذکر می‌شده است. کاتبان و تاریخ کتابت نوشته‌های آن‌ها نیز از عناصر خاص کتب چاپ سنگی است که در پایان متن، زیر عنوان «راقم سطور» یا «رقم از» عباراتی چون «کتبه العبد الاقل الجانی» و «حرّر»... ذکر می‌شده است.

## تصویر در چاپ سنگی

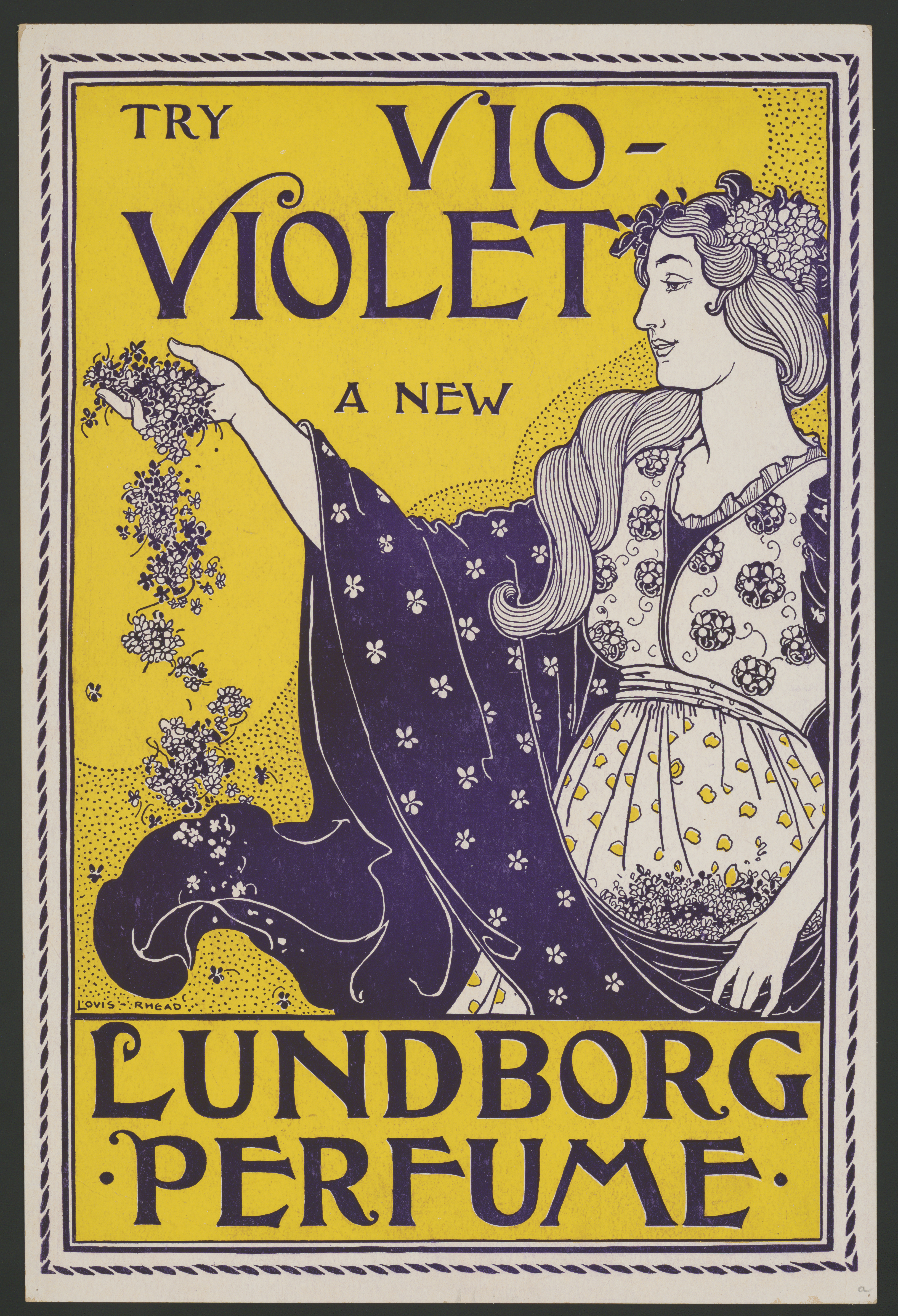
پوستر تبلیغاتی عطر ویو-ویولت، اثر لویی رید. این اثر در سال ۱۸۹۵ میلادی، با استفاده از تکنیک چاپ سنگی منتشر شد. این اثر اکنون در مالکیت موزه متروپولیتن نیویورک قرار دارد.

پوستری از رزمناو اس‌ام‌اس کایزرین آگوستا در حین ترک بندر نیویورک. این اثر در سال ۱۸۹۵ میلادی، با استفاده از تکنیک چاپ سنگی منتشر شد.

تصاویر در چاپ سنگی به صورت گراور∗ است و واژه «رقم» و «راقم» در زیر این تصاویر به مفهوم «نقاشی» و «نقاش» است. نقاشان و مُذهّبان به تناسب موضوع به تذهیب و نقاشی در کتب چاپ سنگی می‌پرداختند و با الهام از محیط خود و جامعه، صحنه‌ها و رویدادها را به تصویر می‌کشیدند و عادات و رسوم مردم زمان خود را معرفی می‌نمودند، مانند شکل و نحوه پوشاک مردان و زنان، مجالس مهمانی و وعظ، آیین خاکسپاری، و… به‌طور کلی نقاشی‌های کتاب‌های چاپ سنگی را به سه دسته می‌توان تقسیم‌بندی کرد:
1. نقاشی‌های عامیانه و واقع گرا (زندگی روزمره مردم و درباریان)
2. نقاشی‌های اسطوره‌های افسانه ای (وقوع جنگ‌ها و پیروزی و شکست، جوانمردی)
3. نقاشی‌های مذهبی (مانند زندگانی امامان و مصایبی که بر آن‌ها وارد شده است)

یکی از جالب‌ترین نمونه‌های چاپ سنگی مصور، چاپی از کتاب خمسه «نظامی» است که در ۶۰۲ صفحه در سال ۱۳۰۱ هجری قمری به چاپ رسیده است. در این کتاب ۱۲ سرلوح در آغاز هر قسمت و پنج مجلس تصویر که بیشتر آن‌ها نقاشی «مصطفی» است آمده که ویژگی ممتازی به این کتاب می‌بخشد.

## موضوع بندی کتاب‌های چاپ سنگی
موضوعات اصلی کتاب‌های چاپ سنگی عبارت‌اند از:
مسائل دینی نظیر قرآن و انجیل؛ ادبیات شامل دیوان‌ها، تذکره‌ها؛ پزشکی (پزشکی سنتی)؛ تاریخ و جغرافیا؛ زندگی‌نامه‌ها؛ فلسفه و منطق؛ تصوف و عرفان؛ جنگ.

## قطع کتاب‌های چاپ سنگی
اندازه و قطع کتاب‌های چاپ سنگی بسته به اندازه کاغذهایی بود که برای این منظور در نظر گرفته می‌شد.
به‌طور کل می‌توان قطع این گونه کتاب‌ها را این گونه تقسیم‌بندی نمود:
- بازو بندی اندازه تقریباً ۳۰*۲۰ میلی‌متر
- بغلی اندازه (تقریباً: ۴۰*۶۰ میلی‌متر)
- جانمازی اندازه (تقریباً: ۷۰*۱۲۰ میلی‌متر)
- حمایلی اندازه (تقریباً: ۷۰*۱۲۰ میلی‌متر، که در زیر لباس به صورت حمایل آویزان می‌شد)
- رقعی اندازه (تقریباً: ۱۶۰*۲۲۰ میلی‌متر)
- وزیری کوچک اندازه (تقریباً: ۱۶۰*۲۲۰ میلی‌متر)
- وزیری اندازه (تقریباً: ۱۶۰*۲۴۰ میلی‌متر)
- وزیری بزرگ اندازه (تقریباً: ۲۰۰*۳۰۰ میلی‌متر)
- سلطانی اندازه (تقریباً: ۳۰۰*۴۰۰ میلی‌متر)
- رحلی کوچک اندازه (تقریباً: ۲۵۰*۴۰۰ میلی‌متر)
- رحلی بزرگ اندازه (تقریباً: ۳۵۰*۶۰۰ میلی‌متر)
- رحلی اندازه (تقریباً: ۳۰۰*۵۰۰ میلی‌متر)
- خشتی (طول و عرض کتاب در اندازه مساوی)